# Oligoclada teretidentis
Oligoclada teretidentis là loài chuồn chuồn trong họ Libellulidae. Loài này được Rehn mô tả khoa học đầu tiên năm 2003.